# Tyler Johnson (fútbol americano)
Tyler Johnson (Mineápolis, Minnesota, 25 de agosto de 1998) es un jugador profesional estadounidense de fútbol americano que se desempeña en la posición de wide receiver en Los Angeles Rams, equipo de la National Football League (NFL).

## Carrera
Fue seleccionado en la quinta ronda en la Reunión Anual de Selección de Jugadores de la NFL de 2020. Hizo su debut profesional con el equipo Tampa Bay Buccaneers, en el cual jugó tres temporadas (2020-2022), después pasó a Houston Texans (2022-2023), luego pasó a Los Angeles Rams, donde lleva jugando una temporada.